# Rete tranviaria di Brandeburgo sulla Havel
La rete tranviaria di Brandeburgo sulla Havel è la rete tranviaria che serve la città tedesca di Brandeburgo sulla Havel. È composta da tre linee.